# Marquis de Trans
 (juillet 2025).
Si vous disposez d'ouvrages ou d'articles de référence ou si vous connaissez des sites web de qualité traitant du thème abordé ici, merci de compléter l'article en donnant les références utiles à sa vérifiabilité et en les liant à la section « Notes et références ».
Il y eut plusieurs marquis de Trans ; le premier, Louis de Villeneuve, est nommé « marquis de Trans » par Louis XII en février 1505 (1506 n.s.). C'est la première fois qu'une terre française est érigée en marquisat, par lettres enregistrées, c'est pour cela que l'on qualifia les Villeneuve de premier marquis de France.
- 1506 : Louis de Villeneuve (mort en 1516) : premier marquis du royaume de France, général, chambellan du roi Charles VIII et du roi François Ier, capitaine de la ville de Sisteron, capitaine général de la Marine de Provence
- 1526 : Alexis de Villeneuve (mort en 1528)
- 1528 : Joseph de Villeneuve (vers 1505-vers 1557)
- 1545 : Claude de Villeneuve (1511-1587)
- 1587 : Claude de Villeneuve (1547-1579)
- 1579 : Jean de Villeneuve (1564-1626)
- 1626 : Pierre de Villeneuve
- 16?? : Antoine de Villeneuve (1605-1672)
- 1672 : Alexandre-François de Villeneuve seigneur de Clumanc, marquis de Flayosc (mort en 1689)
- 1689 : Louis de Villeneuve (mort en 1712)
- 1712 : Pierre-Jean de Villeneuve (mort en 1730)
- 1730 : Louis-Henri de Villeneuve (mort en 1739)
- 17?? : Thomas Barthélémy Balthazard de Villeneuve Tourrettes (1742-1830)
- 1830 : Raimond de Villeneuve (1799-1857)
- 1857 : Hélion de Villeneuve (1827-1893)
- 1893 : Léonce de Villeneuve-Flayosc (1833-1908)
- 1908 : Louis de Villeneuve-Flayosc (1886-1957)
- 1957 : Romée de Villeneuve-Flayosc (1888-1969)
- 1969 : Hélion de Villeneuve-Flayosc (1927-1998)
- 1998 : Raimond de Villeneuve-Flayosc